# Бленіо (округ)
Бленіо (італ. Distretto di Blenio) — округ у Швейцарії в кантоні Тічино.
Адміністративний центр — Аккуаросса.

## Громади
У таблиці наведено список громад округу станом на 2022 рік, населення та площа станом на 2019 рік.

| Українська назва | Оригінальна назва | Код BFS | Населення | Площа |
| ---------------- | ----------------- | ------- | --------- | ----- |
| Аккуаросса       | Acquarossa        | 5048    | 1813      | 61,8  |
| Бленіо           | Blenio            | 5049    | 1770      | 202,0 |
| Серравалле       | Serravalle        | 5050    | 2075      | 96,8  |